# DARK SOULS III
『DARK SOULS III』（ダークソウルIII、ダークソウルスリー）は、フロム・ソフトウェアより2016年3月24日に発売されたPlayStation 4、Xbox One、Windows用アクションRPG。
2017年4月20日に、二つのDLCを同梱した完全版『DARK SOULS III THE FIRE FADES EDITION』（ダークソウルIII ザ ファイア フェーズ エディション）が発売。
E3 2015の開幕に先駆けて行われたイベント「Xbox E3 2015 Briefing」（2015年6月16日）にて正式発表された、DARK SOULSシリーズの三作目。ディレクターを務めるのは、前作『DARK SOULS II』を担当した谷村唯、渋谷知広ではなく、『Demon's Souls』『DARK SOULS』『Bloodborne』と同じ宮崎英高である。

## 特徴とゲームシステム
宮崎英高が過去に手がけた作品同様に、本作もいわゆる『死にゲー』である。
敵のほとんどは固定配置で、ある程度のランダム要素が加えられつつも基本的に決まった動きをするので、失敗や死亡を繰り返しつつ動きのクセやスキを覚えて攻略していく。ステージ上に多数設置されている罠や仕掛けは、急がずによく観察すれば対処できるものばかりで、理不尽さは少ない。
SOULSシリーズおよび『Bloodborne』でお馴染みの要素として、敵や仕掛けが発する音や声には、はっきりとした個性が持たされており、これを聞き取って不意打ちを察知したり、一部の強力な技を見切ったりすることも過去作同様に求められる。
システムは前々作である『DARK SOULS』のものに回帰しつつ、『DARK SOULS II』の二刀流、『Bloodborne』の溜め攻撃、合言葉マッチング、本作初となる『戦技』や『狂った霊体』などが加えられている。なお、ベイグラントは復活しなかった。
戦闘は鈍重だった前作および前々作とは異なり、『Bloodborne』に近い、敵味方ともに動きの速いものとなっているが、コンボや指先の技量はそれほど重視されておらず、盾による防御、間合い、立ち回り、差し合い、そして前述のとおり失敗を繰り返しつつ、敵の行動を覚えて学習することに重きを置かれている。
敵キャラクターの動きが過去作よりも多彩かつ複雑になっており、特に『騎士』に相当するキャラクターは総じて強敵となっている。
レベルデザインにおいては、一ステージが過去作より長めになっており、さらに上下方向に入り組んだ構成となったほか、中ボスに相当する敵が多めに配置されているのも特徴である。ただしボスと違い、中ボスの多くは逃げることもできる。
ほとんどのステージの関門や終着点に現れるボスは、残りヒットポイントが一定値を下回ると、攻撃を激化させたり見た目と戦い方を大きく変えるようになった。これも『Bloodborne』から取り入れられた要素である。

### 戦技
本作で初登場となる新システムであり、武器（盾や魔法の触媒も含む）ごとに設定された強力な技を繰り出すものである。使用には『FP』と呼ばれるマジックポイントに似た数値を消費する。
多くは攻撃および、攻撃に派生する構えや予備動作であるが、パリィや魔法の強化などの補助系や、隠された公式メッセージを見えるようにするといった特殊なものもある。

### オンライン要素・狂った霊体
おおむね前作・前々作と同じであるが、今作では『狂った霊体』が登場した。これは敵・味方を問わず、マルチプレイヤー開始時に決められた人数のプレイヤーを殺すことを目的としている。
闇霊（侵入者）の場合は通常の闇霊とは異なり、ホストではなく指定された人数の白霊（協力者）や他の闇霊を殺すことでも目標達成となる。白霊の場合は、ホストや他の協力者および侵入者を殺すことで達成となるが、これを無視してホストや他の白霊と協力して闇霊のみを殺し続けても良い。ただし、通常の白霊と異なり同士討ちが起こるため注意が必要な上、あくまでもホストがボス部屋に入る前に決められた人数を殺さないと失敗扱いとなり、報酬は得られない。
途中まで協力しつつ難所で裏切るなどの、緊張感に満ちた遊びもできるシステムとなっている。
また、『Bloodborne』から、メッセージにジェスチャーをとる幻を添付することと、友人とだけマッチングするのに便利な合言葉マッチングが引き継がれた。前者は、前を指差すジェスチャーを添付してメッセージの意図をわかりやすくしたり、役に立たないアイテムに対して人を食ったようなジェスチャーを添付して笑いを取るなどの利用法がある。

### キャラクターメイキング時の『容姿の保存』
これも『Bloodborne』から引き継がれたシステムである。ゲーム開始時に作り上げた主人公の容姿を『お気に入り』として保存するシステムであり、気に入ったキャラクターと同じ見た目の新キャラクターを即座に作り直せるようになった。
キャラクターメイキング画面と実際のゲーム中では光源処理などがやや異なるため、作成時によく出来たように見えても本編中では不気味になったりすることがあり、即座にニューゲームに戻って保存した容姿を手直しするといった、やり直しの省力化にもつながった。

### 不死の闘技
発売から半年以上経って配信された有料DLC第一弾『Ashes of Ariandel』に同梱されたゲームモードで、同DLCもしくはDLC第二弾『The Ringed City』のいずれかで一定の条件を満たすと解禁される。
オンライン専用の対人戦に特化したモードであり、決闘・共闘・乱闘の三つのルールが存在する。勝敗数に応じて名誉のランクが付けられ、マルチプレイヤー中の名前表示の隣にメダルとして表示される。一度メダルが付くと外すことはできない。メダルによる役得は存在せず、あくまで名誉のみとなっている。

## プロット
本作は前作よりもさらにかなり後の時代が舞台だが、前作同様にシリーズのこれまでの物語とは直接の繋がりはない。
偉大な英雄や王が自らの魂を犠牲にすることで、火継ぎの儀式が続けられ、「はじまりの火」は守られてきた。そして再び火が弱まって世界に不死人が現れ始め、火継ぎの儀式を必要とする中、その使命を託されたロスリック王国のロスリック王子はこれを拒否し、世界の破滅を傍観する道を選ぶ。そこで、かつて火継ぎの儀式を行い、今は燃え殻となっている英雄4名を復活させ、彼らに火継ぎをさせようとするも、1人を除いて彼らもその使命から逃亡する。彼らは時間と空間が乱れてロスリックの地に流れ着いた各々の故郷に籠もる。
プレイヤーは墓場から蘇った「火の無い灰」とも呼ばれる不死人を操作し、火継ぎの祭祀場にて、上記の本来、薪として火継ぎをすべき者たち（薪の王）を倒して、代わりに火継ぎを行う使命を与えられる。この冒険では単純に薪の王たち以外にも、別勢力として事実上アノール・ロンドを乗っ取った法皇サリヴァーンの思惑なども絡む。主人公はまず各地に逃げた薪の王3名やサリヴァーンを倒し、最終的にロスリック王子を討伐する。
薪の王たちの遺骸である「王の薪」を火継ぎの祭祀場にある玉座に集めると「最初の火の炉」へ行けるようになる。そこでは歴代の火継ぎを行った王たちの化身が待ち構えており、これを倒すことで今回の火継ぎは完了するが、プレイヤーはいくつかエンディングを選択することができる。その中には土壇場で火継ぎを拒否して、世界を闇に落とすものも含まれる。

## 用語の解説
主に本作で追加・変更された用語を解説する。
はじまりの火
過去作で最初の火と呼ばれていたものと同じ。世界の根源。神聖なものとして扱われることが多いが、そうとは言い切れない側面も併せ持つ。これが陰ると生き物の生死があいまいになり、死者が蘇る。
人間性／闇
本シリーズにおいて、人間性は闇そのものであるとされている。深淵と呼ばれる闇に近いものも登場するが、両者の違いや詳細は不明。多くの場合、人間はおろか、様々なものを蝕むおぞましいものとして描かれているが、必ずしもそうとは言い切れないあいまいさも持つ。前々作と違い、使用アイテムとしては登場しない。
火の無い灰
不死人の一種で、何度死んでも亡者になることがない。はじまりの火を身に全く宿さない呪われた不死とされている。はじまりの火に強く惹かれる性質があり、火を宿した薪の王を連れ戻す使命が与えられている。火を宿さない代わりに、『誰も知らぬ小人』に匹敵する強い暗い魂を持つことが示唆されている。
薪の王
はじまりの火が陰って世界が滅びに近づいた際に、その身に莫大なソウルを宿して、文字通りにはじまりの火を強めるための薪となった者たち。並外れて強い力とソウルさえあれば、人柄や振る舞いに関係なく誰でもなれる。本作では一度薪になった彼らも生き返るが、二度目は拒む。
ロスリック
本作の舞台となる王国。歴代の薪の王たちの故郷が流れ着く土地である。王家の内に薪の王の資格者を生み出すための、おぞましい血の営みを繰り返している。作中では滅亡寸前の状況であるが、かつては飛竜を友とする騎士団によって流れ着く全てを征していた。
残り火
薪の王に宿るはじまりの火の残り火で、火の無い灰が強く求めているもの。ゲームシステムとしてはHPの上限を増し、白霊の召喚や闇霊の侵入といった、同期マルチプレイヤーを解禁する手段。死ぬと失われる。
デーモン
見た目こそキリスト教の悪魔にやや似ているが、それ以外は大きく異なる存在。火の一種である『混沌の火』から生まれた種族であり、炎を操ることに長けた者が多い。神々や人間とは敵対している。本作の時代においては既に混沌の火が失われており、デーモンは滅びゆく種族であるとされる。
人の膿
世界の滅びの予兆とされている、人や竜などの生き物の体に宿り、やがて飛び出す不定形の黒い蛇。主無き人間性とされている。
深み
闇、人間性のようであり、深淵と似たような特徴もある。質量を持ち、剣の形に変え攻撃したりと、純粋な人間性とは違う面を持つ。これに取り憑かれた人間は亡者とはまた別の存在になるようである。また、自我を持って攻撃する、錬成炉のような器となり自我を持った個体を生み出すなど使い道は多い。

罪の火
火の一種ではあるが、深淵に近い暗い炎。消える事がないとされる。罪の都を滅ぼした。
ロンドール
亡者の国であり、黒教会と呼ばれる組織によって治められている。『DARK SOULS』に登場した『闇撫でのカアス』が建国に関わっているらしい。ここから、数多の巡礼者たちがロスリックの王城を目指していたようだが、ほとんどが亡骸と化している。
巡礼の蝶
ロスリックの王城の上空を取り囲むように飛び交う、羽の生えた黒い人型の異形。後述の天使との関連性から、亡者の巡礼者の成れの果てであることが仄めかされているが、詳細は不明。
天使
現実世界のアブラハムの宗教の天使とは大きく異なる存在。ロスリックでは天使信仰は異端とされる。吹き溜まりと呼ばれる土地で実物が登場する。亡者の巡礼者の亡骸から生える巡礼の蛹が見出した幻とされ、巡礼の蝶と似た姿を持つが謎が多い。実体があるらしく、目についた不死人に光り輝く呪いの攻撃を仕掛ける。巡礼の蛹を倒すと消える。
誰も知らぬ小人
『DARK SOULS』において名前だけ登場した人間の祖。小人の読みは『しょうじん』である。火の時代のはじまりにおいて暗い魂を見出した者たちで、人間性が闇と同一視されるきっかけとなった。本作のDLC第二弾『The Ringed City』でついに登場する。

## 舞台
ロスリックの地は、歴代の薪の王の故郷が集うという設定のため、砂漠の民の地下墓の隣に寒々とした貴族の街があるなど、地理的・気候的に大きく異なる地域同士が隣り合っていることが珍しくない。

### 本編
灰の墓所
主人公が目覚める、文字通りに灰色の墓地。主人公の作成はここで行う。チュートリアル用の場所であり、戦意の弱い亡者たちがうろついている。遠くにはロスリックの高壁と火継ぎの祭祀場が見え、祭祀場に至る道の途中には『灰の審判者、グンダ』が火の無い灰を待ち続けている。
火継ぎの祭祀場
灰の墓所の外れにある、広くて荒れた祭祀場。転送ができ、死んだ際に復活するチェックポイントにもなる篝火と、それを管理する火防女（ひもりめ）のほか、鍛冶屋や侍女などのNPCが集まる場所。主人公はここを拠点としつつ、ロスリックの各地へ旅立つ。また、薪の王の一人、クールラントのルドレスが玉座についており、特定のソウルからアイテムを錬成してもらえる。
ロスリックの高璧
巨大な壁のようにそそり立つ、ロスリックの城の膝下となる街。高低差のある、入り組んだ構造をしている。はじまりの火が陰ったことで亡者と化した市民や兵士や恐ろしい騎士が徘徊しており、主人公の持つソウルを殺して奪おうと襲い来る。道中には狂ったように暴れる火吹き竜もおり、難所と化している。
不死街
高壁に繋がっていた崩れた大橋の先にあり、不死人たちが住まう、深い谷を挟んだみすぼらしい街。やはり住人のほとんどが亡者と化している。こちらに特大の矢を射かける塔の上の巨人がいるほか、街の奥には世界中の呪いをため込んだ大樹がある。
生贄の道
不死街の住人は教導師に導かれ、この道を通った先にある深みの聖堂を目指し、そこで生贄となる。絵画世界を安住の地とする独自の信仰を持つ排他的な鴉人が住まう崖際の道と、磔の森と呼ばれる森の中の沼地で構成されている。沼地の奥にはファランの不死隊の砦があり、亡者と化した不死隊の魔法使いや下級戦士がうろついている。
深みの聖堂
不死隊の砦を超えた先にある壮麗な聖堂。しかし、聖堂の周りには蛆にまみれた亡者が溢れ、聖堂の中には亡者と化した巨人が監禁されており、さらに床は汚物にまみれている。薪の王の一人で人喰いでもある『深みの聖者エルドリッチ』の拠点でもあるが、今はいなくなっている。
ファランの城塞
磔の森の奥、不死隊の砦とは別の方角にある、入隊の試練を受けるための城塞の廃墟。全域が腐った沼地に埋もれており、歩くと毒に侵される。瘤角のグルーと呼ばれる不死隊に仕える獣人に守られている。最奥の霊廟には薪の王であり不死隊の頭である『深淵の監視者』たちが、自死のために戦いを続けている。
カーサスの地下墓
深淵の監視者たちが殺しあっていた霊廟の先にある、砂漠の民の地下墓。骨だけになった剣士や刺客が襲い来るほか、危険な罠が数多く仕掛けられている。
燻りの湖
カーサスの地下墓をさらに下った先にある、燻った大木が無数に並ぶ浅い湖。電撃を繰り出すカーサスの砂ワームが住まい、巨人の作った特大の三連弩が主人公に射かける。湖の下には『DARK SOULS』に登場したデーモン遺跡と混沌の廃都イザリスの廃墟が埋もれている。
冷たい谷のイルシール
地下墓の先にある、凍てついた古い貴族の街。美しい建物や星月夜とは裏腹に、この地を支配する『法王サリヴァーン』による恐怖政治や奴隷制などの暗い側面も持つ。イルシールの外征騎士の成れの果てである『サリヴァーンの獣』と呼ばれるおぞましい怪物が、街の外れをさまよっている。
イルシールの地下牢
イルシールの外れにある陰惨な地下牢。罪の都の住人たちが獄吏を務めており、竜の『なりそこない』たちと亡者、そして巨人が閉じ込められている。牢の先には罪の都がある。
罪の都
罪の火と呼ばれる暗い炎によって滅んだ古い都。亡骸と宝物が宮の内部を埋め尽くすなど、退廃しきった様子がうかがえる。薪の王の一人『巨人ヨーム』が治めていたが、彼は民から信用されていなかった。作中に登場するカタリナのジークバルドとは深い仲のようである。
アノール・ロンド
『DARK SOULS』にも登場した場所で、本作ではイルシールの奥にある。深みの聖堂よりもさらに大きな聖堂で、飛び梁の上を登って内部を目指す。『深みの聖者エルドリッチ』はある目的からここを訪れており、堂内は彼のものと思しき腐肉に塗れている。
ロスリック城
ロスリックの高壁の上層部にある城。高壁の者どもよりも屈強な亡者の兵士や騎士がひしめいており、さらに高壁にはいなかった司祭たちが奇跡の力で騎士を強化し、傷まで癒すため、攻略はかなり難しい。最上部の謁見の間には薪の王の資格を持ちながらも拒絶した『王子』がいるが、道は閉ざされており、彼に会うには隣の大書庫を通って行く必要がある。
大書庫
ロスリック城の隣にある書庫で、呪われた本があちこちに散乱している。ロウを被った賢者たちの学びと研究の場であった。作中屈指の複雑さを誇るステージであり、手強い敵が待ち構えている。
妖王の庭
ロスリック城のはずれにある、猛毒にまみれて荒れた庭。狭いながらも無数の恐ろしい亡者がひしめく危険な場所。奥にはロスリックの先王であり、薪の王の資格者を生む血の営みのおぞましさに耐えかねて狂った、『オスロエス』がいる。彼は竜に関する研究を行っていたらしく、最奥の部屋には閉じ込められた蛇人と大量の石板、そして『DARK SOULS II』に登場した竜血騎士の亡骸がある。この庭に登場する亡者は全て人の膿に寄生されている。
無縁墓地
ロスリックのはずれにある闇に包まれた墓地で、灰の墓所と全く同じ地形の謎に満ちた場所。時間軸が違うのか、審判者になる前のグンダを見ることができる。
古竜の頂
切り立った山の上にある寺院のような場所。古竜の卑小な末裔とされる蛇人が守っている。実際に古竜が暮らしており、一部の戦士たちに崇められている。
前作(聖壁の都サルヴァなど)で登場した竜血騎士団やハベルの戦士などがここで現れる。
最初の火の炉
『DARK SOULS』にも登場した場所で、前々作では地の底にあったのに対し、本作では切り立った山地の真ん中に隆起している。近くにはロスリックの瓦礫が滅茶苦茶に吹きだまっており、こちらはDLC第二弾において吹き溜まりの名で登場する。本作の最終ボスが待ち構えている。

### Ashes of Ariandel
以下はDLC第一弾に登場する場所。
アリアンデル絵画世界
朽ちた絵のかけらから入り込める、雪に埋もれた冷たく深い森。狼や外から入り込んだ亡者の騎士のほか、世界から忌み嫌われた鴉人たちもここで暮らしている。この世界は、特別な血液で描かれており、定期的に焼き払わねばならない。鴉人たちは世界を焼き払い新たな絵画世界を作ろうとするが、『修道女フリーデ』と彼女に心酔する一部の者がそれを阻んでいる。有機物である血液で描かれ、焼き払われていないために徐々に腐り始め、”腐れ”と呼ばれるものに蝕まれて始めている。

### The Ringed City
以下はDLC第二弾に登場する場所。
吹き溜まり
最初の火の炉から見える世界中の瓦礫の吹き溜まり。深みから生じた湿り人や体から木が生えてきている亡者および、天使と呼ばれる異形が徘徊している。『DARK SOULS II』に登場した土の塔の瓦礫もある。はずれにある大樹の洞には、ロスリックの王子の兄ローリアンに殺された『デーモンの王子』が怨嗟の叫びを上げて主人公に襲いかかる。
輪の都
吹き溜まりの奥にある、最果ての閉ざされた都。前々作の最終ボスである『薪の王グウィン』が『誰も知らぬ小人』たちを閉じ込めるために作り上げた。小人たちが閉じ込められた理由は、彼らが持つ暗い魂をグウィンが危険視したためである。美しい建物や庭園が印象的だが、全域が深淵の沼に飲まれつつあり、さらに神々に命じられて闇を喰らい続ける巨竜が暴れまわっている。

## 受賞
2021「Ultimate Game of All Time」賞　約110万本のゲームの中から史上最高のゲームとして選ばれた

ゴールデンジョイスティックアワード2016
- アルティメット・ゲーム・オブ・ザ・イヤー

D.I.C.E アワード2016
- RPG/MMOゲーム・オブ・ザ・イヤー